# Taraclia
Taraclia (bułg. Тараклия, Taraklija) – miasto w Mołdawii; stolica rejonu Taraclia; 12 tysięcy mieszkańców (2006). Uniwersytet założony w 2004. Miasto zamieszkuje liczna mniejszość bułgarska.